# Marco Antonio Amulio
Pour les articles homonymes, voir Amulio et Mula.
Marco Antonio Da Mula, dit Amulio, né à Venise en 1506 et mort à Rome le 17 mars 1572, est un diplomate et cardinal vénitien du XVIe siècle.

## Biographie
Marco Antonio Amulio a été notamment ambassadeur de la république de Venise auprès de l'empereur Charles Quint à Bruxelles (1552-54), auprès de Philippe II, roi d'Espagne (1559) et auprès du pape Pie IV à Rome (1560-61).
Ce dernier le créa cardinal le 26 février 1561 (le même jour que Bernardo Navagero, un autre ancien ambassadeur vénitien à Rome), évêque de Rieti en 1562 et bibliothécaire du Vatican en 1565. Il a été aussi membre du Saint-Office.
Le gouvernement vénitien était opposé à la nomination de Da Mula, car il était interdit à un fonctionnaire vénitien d'accepter des bénéfices par le prince où il exerçait sa fonction. Pour cela Da Mula fut condamné par son gouvernement et il ne rentra jamais à Venise.
Il mourut à Rome le 17 mars 1572.